# Scooter Braun

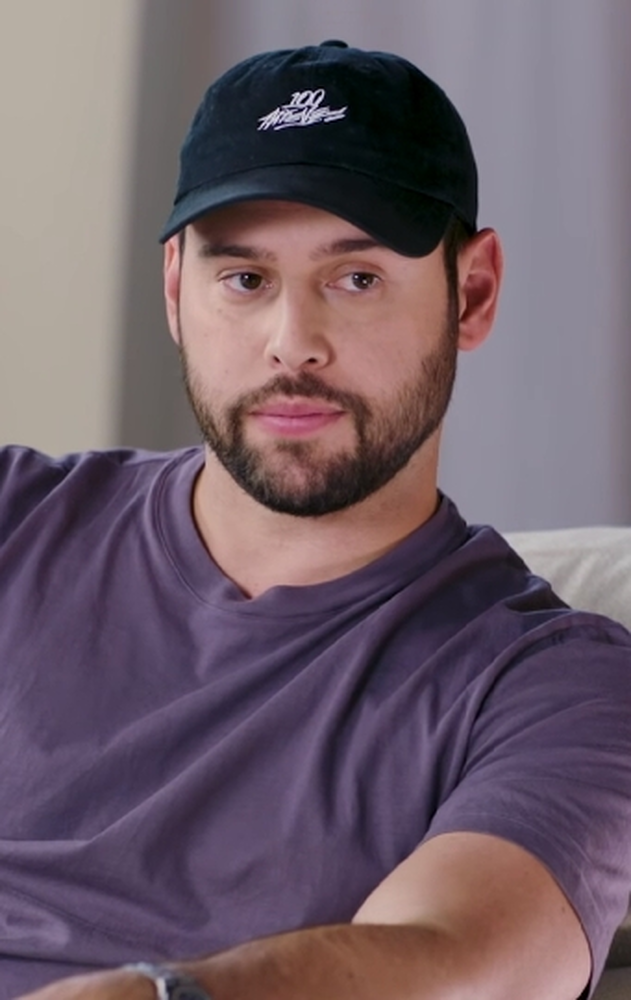
Scooter Braun v roce 2020

Scooter Braun, celým jménem Scott “Scooter” Samuel Braun, je hudební producent, hledač talentů a podnikatel. Začínal jako promotér a za svou kariéru se stal managerem mnoha významných hudebních interpretů jako The Black Eyed Peas, David Guetta, PSY, Demi Lovato, Ariana Grande, Post Malone, Ozuna, Tori Kelly, Martin Garrix nebo Ava Max. Stojí i za objevením zpěváka Justina Biebera skrz sociální síť YouTube v roce 2007. Je výkonným ředitelem americké divize jihokorejské hudebně zábavní společnosti HYBE, která stojí za vznikem celosvětově známé hudební skupiny BTS.

## Život
Jeho prarodiče přežili Holokaust, jeho otec byl zubař a matka ortodontistka. Vyrůstal se dvěma sourozenci v Greenwich v Connecticutu - od svého původu se ale distancoval a lidem tvrdil, že vyrůstal v Queensu. Jeho manželkou je Yael Cohen Braun, se kterou má tři děti.
Během studia na vysoké škole Emory University, kde získal svou přezdívku, se stal promotérem studentských párty. Díky tomu byl oslovený rapperem Ludacrisem, aby propagoval jeho hudbu a postupně si v Atlantě vytvořil konexe s rozvíjející se rapovou a R&B scénou. Studium na vysoké škole nedokončil a místo toho se spojil s hudebním magnátem Jermainem Duprim a později se stal šéfem marketingového oddělení v jeho atlantském hudebním vydavatelství So So Def už ve svých 20 letech.
Na rozdíl od ostatních lidí v jeho branži začal více aktivně využívat rozšiřující se sociální sítě k navazování kontaktů a hledání nových talentů. Mnoho prvních později významných hudebníků objevil díky YouTube, jako Carly Rae Jepsen, Justina Biebera nebo PSY.
V roce 2007 založil vlastní společnost SB Projects a kromě hudby se začal angažovat i v televizi a filmové produkci, následně produkoval několik různých dokumentárních filmů o hudebních umělcích, se kterými spolupracoval (například sérii Justin Bieber: Seasons a dokument o zpěvákovi Never Say Never nebo dokument s Arianou Grande Excuse Me, I Love You pro Netflix).

## Spor o nahrávky Taylor Swift
Během své kariéry se dostal do medializovaného sporu se zpěvačkou Taylor Swift, kdy v roce 2019 odkoupil skrz svou společnost Ithaca Holdings LCC hudební vydavatelství Big Machine Records a s ním i výhradní práva na užití a další prodej nahrávek jejích šesti prvních alb Taylor Swift, Fearless, Speak Now, Red, 1989 a Reputation. Po neúspěšném sporu a jednání se Swift prodal v roce 2020 práva k albům společnosti Shamrock Holdings a Swift se rozhodla svá práva získat do jisté míry zpět znovu nahráním alb pod označením "Taylor's version".